# Tlaltenango de Sánchez Román (kommun)
Tlaltenango de Sánchez Román är en kommun i Mexiko.   Den ligger i delstaten Zacatecas, i den centrala delen av landet, 500 km nordväst om huvudstaden Mexico City. Antalet invånare är 21 636. Arean är 740 kvadratkilometer.
Terrängen i Tlaltenango de Sánchez Román är kuperad västerut, men österut är den bergig.
Följande samhällen finns i Tlaltenango de Sánchez Román:
- Tlaltenango de Sánchez Román
- Fraccionamiento Santo Santiago
- Santa Gertrudis
- Los Fresnos
- Fraccionamiento COPROVI Bellavista
- Tocatic
- Jesús María
- San José de Veladores
- Los Guapos
- San Antonio de la Cofradía
- Carrizalillo
- Mesa de Palmira
- Banco de Agua Blanca
- Morones
- Guadalupe Victoria
- Santo Niño
- El Sauz Mocho
- Los Cardos